# Rambla de Gualchos
La rambla de Gualchos es una rambla de España de la cuenca mediterránea andaluza, que discurre en su totalidad por el territorio del sur de la provincia de Granada. 

## Curso
La rambla de Gualchos nace en la sierra de Lújar, aunque generalmente se le conoce con este nombre solo a partir de la localidad de Los Carlos, donde confluyen las ramblas de Rubite, el Hornillo y el Mijo, a unos 4 km de la costa. Desemboca el la cala de Cambriles, entre las localidades de Castell de Ferro y Los Cambriles.
La escorrentía de la rambla está estrechamente ligada a la ocurrencía de precipitaciones torrenciales en la sierra de Lújar.

## Flora
Casi toda la cuenca de la rambla de Gualchos se enmarca en el piso bioclimático termomediterráneo, que se extiende a lo largo de la costa, penentrando en la vega de Gualchos ascendiendo hasta los 1000 m de altitud en la Sierra Lújar. La vegetación potencial de este piso corresponde   a un encinar basófilo (Quercus rotundifolia) junto a acebuches, palmitos y algarrobos en las áreas más altas, pero sobre todo a un lentisco, y la adelfa en las áreas de ribera. Sin embargo, la vegetación actual está dominada por un matorral serial y disperso.